# Z/OS
z/OS (acronimo di zero downtime Operating System) è un sistema operativo a 64-bit per grandi elaboratori di classe mainframe prodotto esclusivamente da IBM.

## Storia
Derivato dall'OS/390, fu pubblicato per la prima volta nell'ottobre del 2000. Da allora IBM ha costantemente pubblicato una nuova release ogni anno. La versione 1.13 è stata l'ultima release della V.1, mentre la versione 2.5 è stata l'ultima release della V.2. Attualmente, l'ultima versione disponibile è la versione 3.1.

## Descrizione
La lettera z sta per zero downtime Operating System, in quanto la sua architettura software permette una elaborazione 7 giorni su 7, 24 ore su 24, con un periodo di spegnimento o crash tendente allo zero, adatto dunque ad ambienti di calcolo ad alte prestazioni in termini di affidabilità e disponibilità di servizio, tra cui servizi strategici di business aziendali quali ad esempio servizi bancari.
z/OS è il successore dell'OS/390, che a sua volta era il successore di MVS. Si tratta di un sistema operativo che, per la prima volta, ha combinato insieme le funzionalità precedentemente offerte da una varietà di prodotti e soluzioni separate. z/OS offre le funzionalità di un moderno sistema operativo ma, al contempo, mantiene inalterate molte delle caratteristiche e delle funzionalità pubblicate negli anni sessanta con il sistema operativo MVS e tuttora in uso. Extreme backward compatibility è una delle filosofie principali che hanno guidato lo sviluppo di z/OS.